# Natalya Uryadova
Natalia Ouriadova (en russe : Наталья Николаевна Урядова) est une joueuse de beach-volley russe née le 15 mars 1977 à Moscou.

## Palmarès
Elle a remporté les Championnats d'Europe de beach-volley 2006 avec sa partenaire Alexandra Chiriaeva.